# Rendrift
Rendrift har i mange århundreder været et vigtigt erhverv i Norge, Sverige, Finland og Rusland. Erhvervet er nært knyttet til samebefolkningen, urbefolkningen i disse lande, selv om også andre arbejder med det. I Norge kan kun personer af samisk afstamning drive renavl inden for rensdyrenes græsningsområde; Udenfor disse kan andre også gøre det. Rensdyr avles først og fremmest for kødet og skindet, men også hornene (geviret) og i en vis grad mælken udnyttes.

## Geografisk spredning
Rendrift er specielt udbredt på Nordkalotten, selv om erhvervet også findes i mere sydlige strøg. I Norge er der samisk rendrift så langt mod syd som til Elgå i Hedmark. Erhvervet knyttes primært til Finsk-ugriske folkeslag som samer og vepsere, samt nentsere.

## Historie
Rendrift udviklede sig fra en samisk fangerkultur, men det er vanskelig at tidsfæste hvornår overgangen fra vildrenjagt til tamrendrift skete. Formentlig er det sket gradvis og over lang tid, og måske også på forskellige tidspunkter i forskellige dele af disse lande.
I norsk sammenhæng hører man først om renhold af vikinghøvdingen Ottars beretninger til Kong Alfred i slutningen af 800-tallet. Ottar fortalte at han havde ca. 600 rener, deriblandt 6 lokkerener som var særlig værdifulde blandt «finnerne» (læs samerne), fordi de blev benyttet som lokkedyr under vildrenjagt. Der findes også tidlige beskrivelser om samer som brugte tam-rener som trækdyr, kløvdyr og malkedyr.
I 1500- og 1600-tallet mindskede vildrenflokkene stærkt som følge af øget handel og beskatning af samerne, samtidig som fangst- og jagtmetoderne blev mere effektive. Samtidig øgede tamrenflokkene, som måtte flyttes rundt på græsning efter ruterne for vildrenens vandringer. Mange hævder at det var i denne tidsepoken at samerne blev rendriftsnomader.

## Arealer og betydning

### Norge
I norsk sammenhæng har rendrifterhvervet adgang på ca. 40 % af landarealet i landet, mens det på svensk side er ca. 30% af landarealerne. Det er et lille erhverv i national målestok, men i samisk og lokal sammenhæng har den stor betydning, såvel økonomisk som beskæftigelsesmæssigt og kulturelt. Den danner også en vigtig del af det materielle grundlag for samisk kultur.
På baggrund af nationale forpligtelser, efter Grundloven og folkerettens regler om urbefolkninger og minoriteter, ses rendriftspolitikken i en generel same- og samfundspolitisk sammenhæng. Rendriftspolitikken er derfor bygget på to selvstændige grundlag; en erhvervspolitisk produktionsværdi og en samepolitisk kulturværdi.
Samisk rendrift er baseret på at renen skal græsse på udmarksområder hele året. Siden både naturforholdene og renens behov varierer gennem året, er det nødvendig at flytte renen mellem forskellige græsningsområder de forskellige dele af året. Dette mønster er det samme år efter år, men variationen i naturforholdene fører til store regionale forskelle. Rendriftsåret deles ind i otte årstider, og rendriftssamerne kaldes derfor også «otte-årstiders-folket». Afstandene ved hovedflytningen forår og efterår kan eksempelvis variere fra 10 km og op mod 500 km i Norge.

### Sverige
I Sverige kræver renavlsretten medlemskab i en af Sveriges 51 samebyer. Inden for hver sameby findes et varierende antal "renskötselföretag" (renavls-virksomheder), der hver består af en eller flere renejere. År 2000 fandtes der 4.525 rensdyrejere (2.811 mænd og 1.586 kvinder). Af disse ejede 3.656 mindre end 50 rensdyr, mens 108 rensdyrejere ejede mere end 400 rensdyr. Ofte samarbejder flere familiemedlemmer eller slægtninge inden for en fælles virksomhed.
Rennæringsvirksomhedernes indkomster fordeler sig nogenlunde lige mellem salg af rensdyrkød og andre vildtprodukter, salg af fisk og andet vildt, samt indkomster fra tjenester. Rennæringens årlige indkomster ligger ganske stabilt på omkring 50 millioner svenske kroner per år fra rensdyrkøds-salget, 10 millioner fra sametingets (tidligere jordbruksverket) pristilskud, omkring 30 millioner svenske kroner per år i rovdyrsgodtgørelse, samt nogle millioner til ansøgte udviklingsprojekter. Ud over de 50 millioner kroner, som virksomhederne tjener ved andre tjenester.
Den svenske lovgivning (svensk: rennäringslagen) begrænser rensdyrholdet til dem, som er medlemmer i en sameby, hvilket har ført til konflikter inden for den samiske befolkning.
| År   | Samebyer | Virksomheder | Rensdyrejere | Rensdyr |
| ---- | -------- | ------------ | ------------ | ------- |
| 2000 | 51       | 930          | 4525         | 221164  |
| 1999 | 51       | n/a          | 4522         | 220107  |
| 1998 | 51       | 932          | 4654         | 227150  |
| 1997 | 51       | 943          | 4698         | 238567  |
| 1996 | 51       | n/a          | 4815         | 240951  |
| 1995 | 51       | n/a          | 4806         | 253300  |
| 1994 | 51       | 972          | 4746         | 283841  |

### Finland
I Finland modsvares sameby af "Renbeteslag" (rensdyr-græsnings-lav).

## Rarkning
Rarkning betyder "rensdyropdeling" og indebærer, at en hjord af rensdyr deles op mellem sine retmæssige ejere.

## Eksterne kilder og henvisninger
1. ↑  Renskötsel (Svensk Wikipedia)

- Yrkesbeskrivelse af rendriftsudøvelse (norsk)
- Reindriftsforvaltningen (norsk)
- Rein Data Arkiveret 16. januar 2010 hos  Wayback Machine (norsk)
- Direktoratet for naturforvaltning (Norge) Arkiveret 30. september 2007 hos  Wayback Machine (norsk)
- Lov om reindrift (Lovdata, norsk)